# Christopher Blauvelt

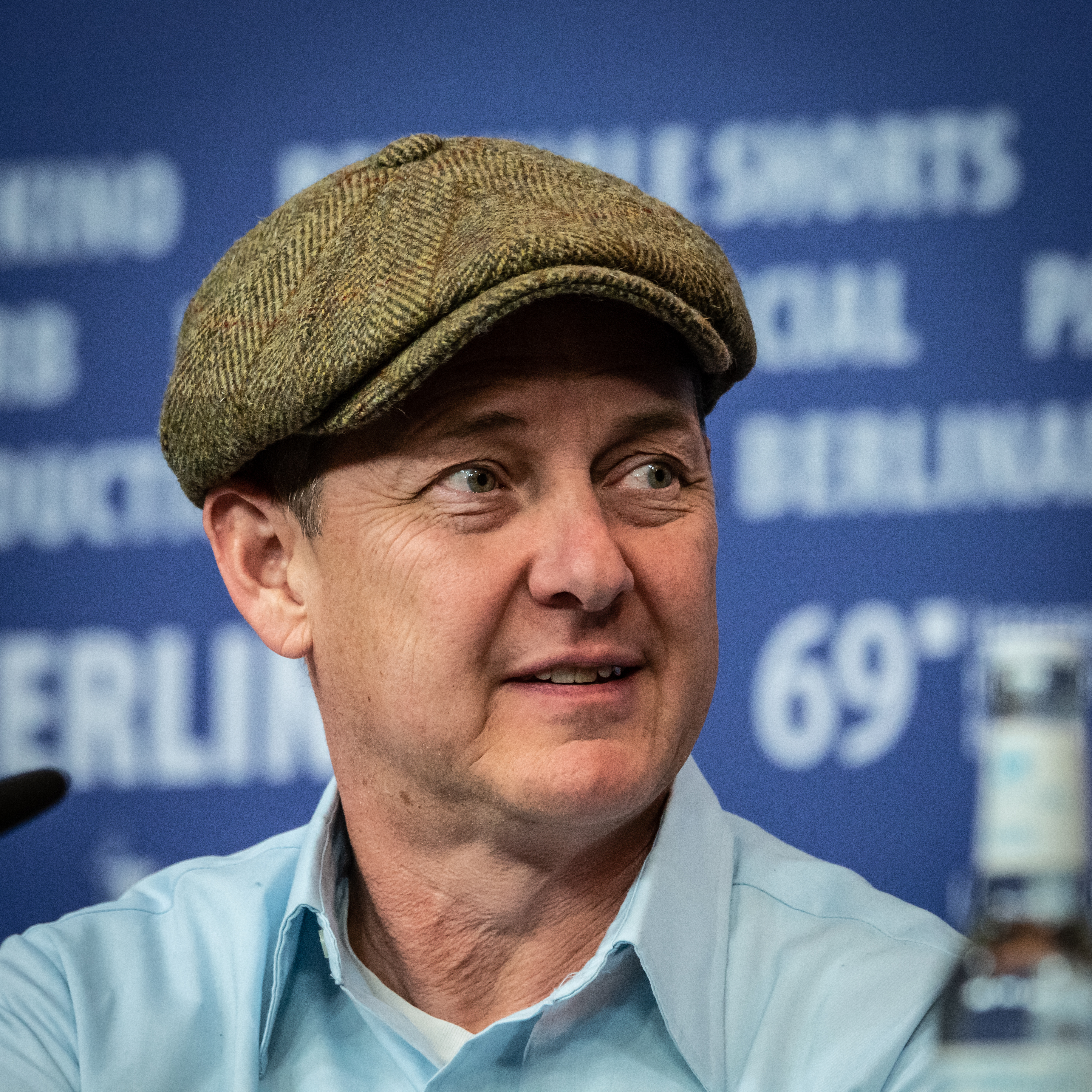
Christopher Blauvelt

Christopher Blauvelt (* 29. Mai 1970 in Los Angeles) ist ein US-amerikanischer Kameramann.
Christopher Blauvelt war seit Anfang der 1990er Jahre als Kameraassistent tätig, u. a. mehrfach für Harris Savides. Seit 2010 ist er als Filmkameramann aktiv, dabei häufiger für die Regisseurin Kelly Reichardt.
Für seine Arbeit bei Joe Albany – Mein Vater, die Jazzlegende von Jeff Preiss, einer Filmbiografie über den Jazzpianisten Joe Albany, wurde er 2014 beim Sundance Film Festival ausgezeichnet.

## Filmografie (Auswahl)
- 2010: Auf dem Weg nach Oregon (Meek’s Cutoff), Regie: Kelly Reichardt
- 2012: The Discoverers
- 2012: Nobody Walks
- 2013: Max Rose
- 2013: Night Moves
- 2013: The Bling Ring
- 2014: Joe Albany – Mein Vater, die Jazzlegende (Low Down), Regie: Jeff Preiss
- 2014: Das Verschwinden der Eleanor Rigby (The Disappearance of Eleanor Rigby: Them)
- 2015: I Am Michael, Regie: Justin Kelly
- 2016: Certain Women, Regie: Kelly Reichardt
- 2016: Empörung (Indignation), Regie: James Schamus
- 2018: Don’t Worry, weglaufen geht nicht (Don’t Worry, He Won’t Get Far on Foot), Regie: Gus Van Sant
- 2018: Mid90s, Regie: Jonah Hill
- 2019: First Cow, Regie: Kelly Reichardt
- 2020: Emma, Regie: Autumn de Wilde
- 2022: Showing Up, Regie: Kelly Reichardt
- 2023: May December, Regie: Todd Haynes
- 2025: Hot Milk
- 2025: The Mastermind